# Psaliodes bella
Psaliodes bella là một loài bướm đêm trong họ Geometridae.